# Erdőszél megállóhely
Erdőszél megállóhely egy Bács-Kiskun vármegyei vasúti megállóhely Kunfehértó településen, a MÁV üzemeltetésében. A község közigazgatási területének nyugati szélén helyezkedik el, néhány száz méterre az 5412-es úttól, közúti elérését egy abból leágazó alsóbbrendű út biztosíja.

## Vasútvonalak
A megállóhelyet az alábbi vasútvonalak érintik:
- Bátaszék–Kiskunhalas-vasútvonal

## Kapcsolódó állomások
A megállóhelyhez az alábbi állomások vannak a legközelebb:
- Jánoshalma vasútállomás (Bátaszék–Kiskunhalas-vasútvonal)
- Kunfehértó vasútállomás (Bátaszék–Kiskunhalas-vasútvonal)

## Forgalom
| Járat             | Útvonal | Gyakoriság |
| ----------------- | --- | ---------- |
| személyvonat      | Baja – Bácsbokod-Bácsborsód – Almás – Bácsalmás – Mélykút – Jánoshalma – Erdőszél – Kunfehértó – Kiskunhalas | Napi 2 pár |
| személyvonat      | Baja – Bácsbokod-Bácsborsód – Almás – Bácsalmás – Mélykút – Jánoshalma – Erdőszél – Kunfehértó – Kiskunhalas – Harkakötöny – Tajó – Kiskunmajsa – Jászszentlászló – Galambos – Kiskunfélegyháza                                      | Napi 1 pár |
| Kiskun InterRégió | Baja – Bácsbokod-Bácsborsód – Almás – Bácsalmás – Mélykút – Jánoshalma – Erdőszél – Kunfehértó – Kiskunhalas – Harkakötöny – Tajó – Kiskunmajsa – Jászszentlászló – Galambos – Kiskunfélegyháza – Kunszállás – Városföld – Kecskemét | 2 óránként |